# 15004 Vallerani
15004 Vallerani este un asteroid din centura principală de asteroizi.

## Descriere
15004 Vallerani este un asteroid din centura principală de asteroizi. A fost descoperit pe 7 decembrie 1997 la Cima Ekar de Maura Tombelli și Giuseppe Forti. Asteroidul prezintă o orbită caracterizată de o semiaxă mare de 2,97 ua, o excentricitate de 0,11 și o înclinație de 11,5° în raport cu ecliptica.